# Die Senatorin für Wissenschaft und Häfen
Die Senatorin für Wissenschaft und Häfen der Freien Hansestadt Bremen war als Senatorin für Wissenschaft, Häfen und Luftfahrt als Oberste Landesbehörde zuständig und stellt damit ein Ministerium des Landes Bremen dar. Einzige Senatorin im Senat der Freien Hansestadt Bremen war von 2019 bis 2023 Claudia Schilling (SPD). Staatsrat war Tim Cordßen (SPD).

## Geschichte
Das Senatsressort für Wissenschaft und Häfen wurde 2019 gegründet. Der Bereich „Häfen“ wurde von 1948 bis 1999 von einem eigenständigen Senator verwaltet und war ansonsten dem Wirtschaftssenator angegliedert. Der Bereich „Wissenschaft“ war zumeist beim Bildungssenator angesiedelt. Bereits 2023 wurde das Senatsressort wieder aufgelöst. Der Bereich „Wissenschaft“ wurde bei der Senatorin für Umwelt, Klima und Wissenschaft angesiedelt, die Verantwortung für den Bereich „Häfen“ wurde der Senatorin für Wirtschaft, Häfen und Transformation übertragen.

## Organisation
Die Dienststelle war neben dem Leitungsbereich in folgende Abteilungen gegliedert:
- Abteilung 1: Zentrale Dienste
- Abteilung 2: Hochschulen und Forschung
- Abteilung 3: Häfen und Logistik

## Beteiligungen und Ämter
Die Senatorin für Wissenschaft und Häfen beteiligte sich an einigen Gesellschaften und Vereinen. Zudem waren ihm einige Anstalten, Körperschaften und Ämter zugeordnet:
- Ämter
  - Hansestadt Bremisches Hafenamt
- Körperschaften, Anstalten, Stiftungen des öffentlichen Rechts
  - Alfred-Wegener-Institut, Helmholtz-Zentrum für Polar- und Meeresforschung
  - Deutsches Schifffahrtsmuseum, Leibniz-Institut für Maritime Geschichte
  - Hochschule Bremen
  - Hochschule Bremerhaven
  - Hochschule für Künste
  - Staats- und Universitätsbibliothek
  - Studierendenwerk Bremen
  - Universität Bremen
- Gesellschaften / Vereine und Unterbeteiligungen
  - BLG Logistics Group & Co. KG
  - Bremer Lagerhaus Gesellschaft AG von 1877 (BLG)
  - Bremerhavener Gesellschaft für Investitionsförderung und Stadtentwicklung mbH (BIS)
  - bremenports GmbH & Co. KG
  - bremenports Beteiligungs-GmbH
  - Columbus-Cruise-Center Bremerhaven GmbH
  - Jacobs University Bremen gGmbH
  - Jade-Weser-Port Realisierungs-GmbH & Co KG
  - Jade-Weser-Port Realisierungs-Beteiligungs-GmbH
  - Fähren Bremen-Stedingen GmbH
  - Fischereihafen-Betriebsgesellschaft mbH
  - Flughafen Bremen GmbH
  - Verein zur Förderung des Technologietransfers an der Hochschule Bremerhaven e. V. (ttz Bremerhaven)
  - Verein zur Förderung der wissenschaftlichen Forschung in der Freien Hansestadt Bremen e. V. (VFwF)